# الصحيفة الأدبية (صحيفة روسية)
الصحيفة الأدبية (بالروسية: Литературная газета) هي صحيفة أسبوعية ثقافية وسياسية، نشرت (أو تنشر) في روسيا وفي الاتحاد السوفييتي.